# Daours
Daours (Nederlands: Dors) is een gemeente in het Franse departement Somme (regio Hauts-de-France) en telt 776 inwoners (2019). De plaats maakt deel uit van het arrondissement Amiens.

## Geografie
De oppervlakte van Daours bedraagt 8,7 km², de bevolkingsdichtheid is 90 inwoners per km².
De onderstaande kaart toont de ligging van Daours met de belangrijkste infrastructuur en aangrenzende gemeenten.

## Demografie
Onderstaande figuur toont het verloop van het inwonertal (bron: INSEE-tellingen).